# 古座川の一枚岩

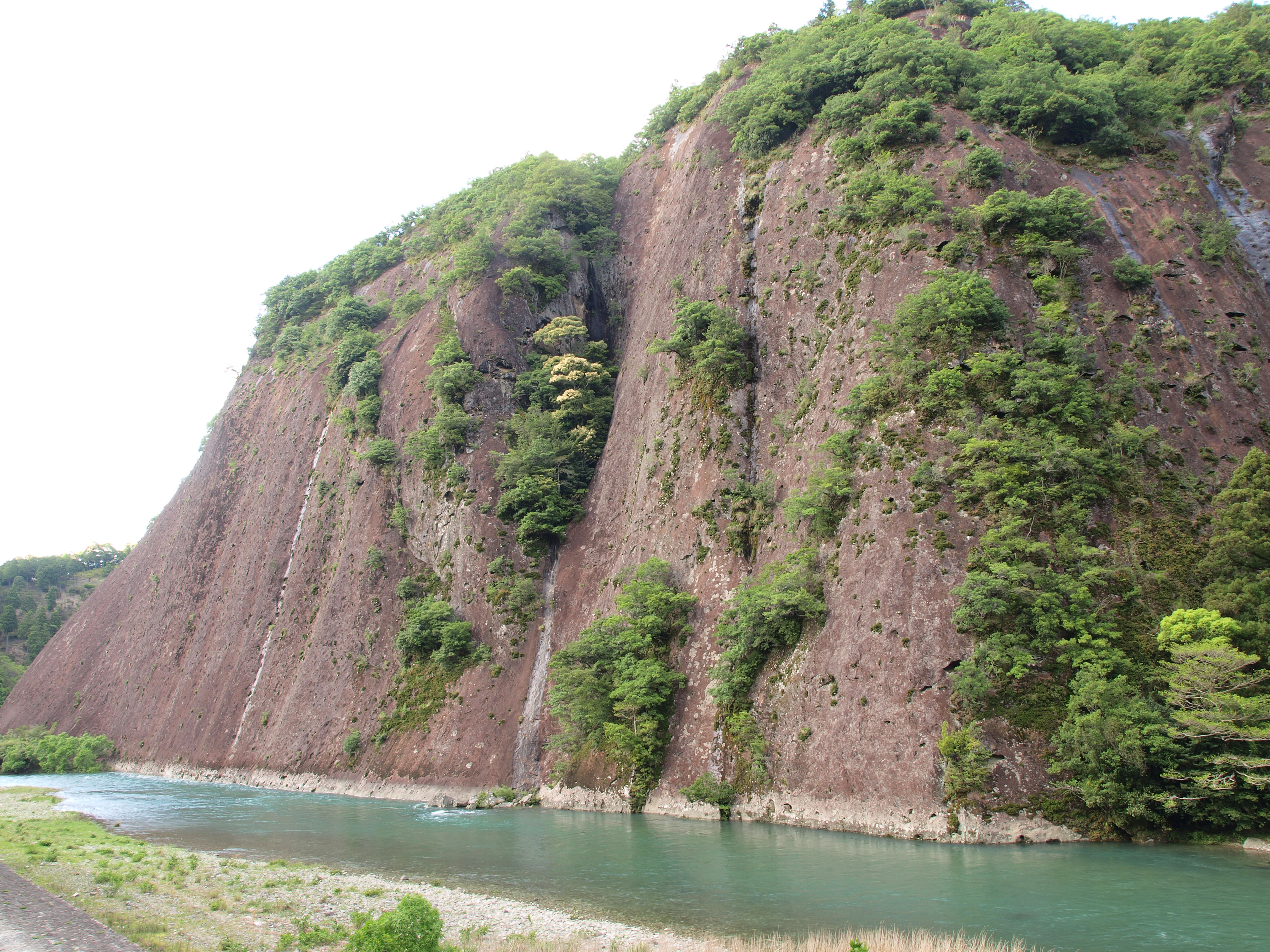
一枚岩

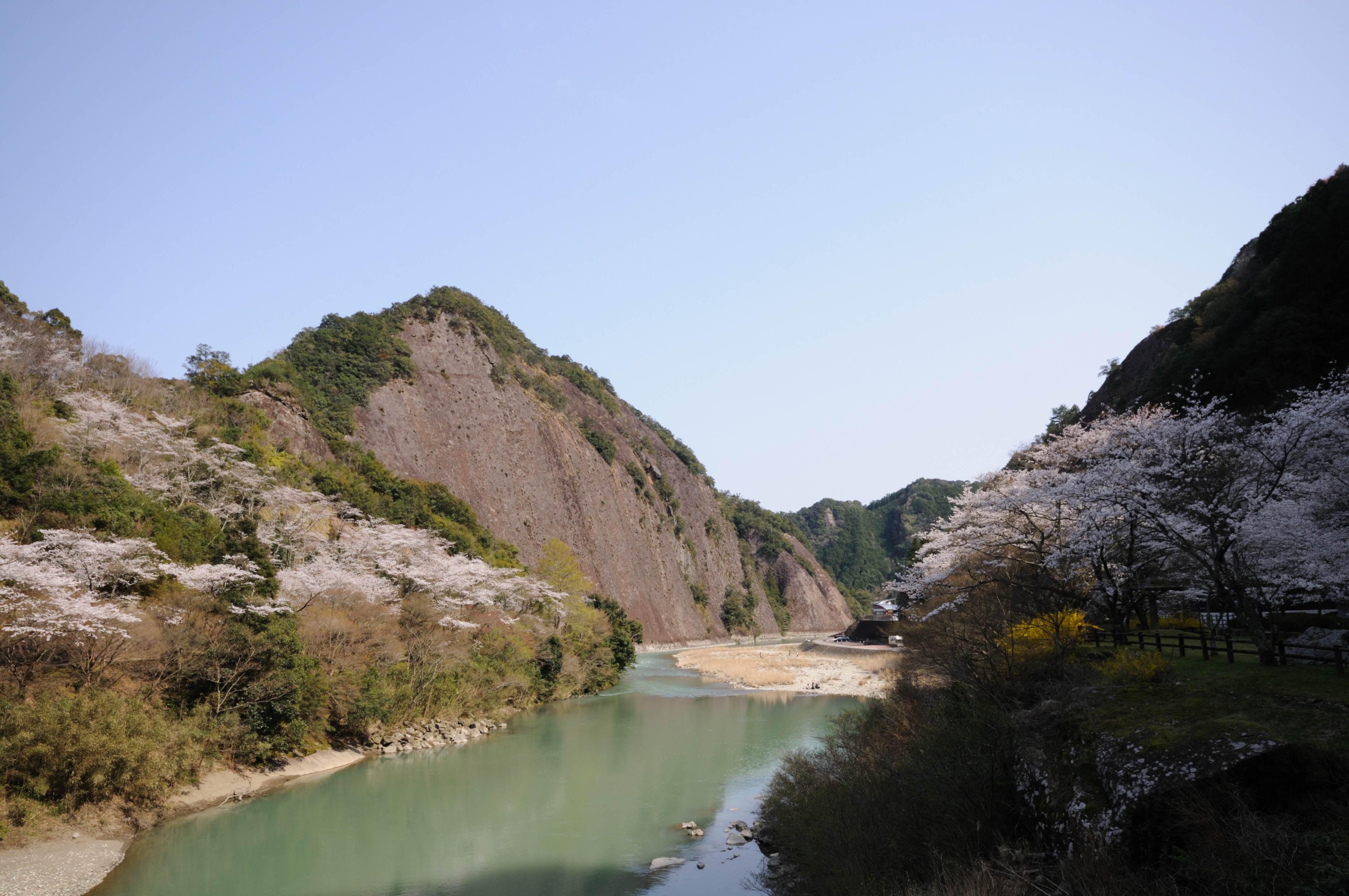
一枚岩

古座川の一枚岩（こざがわのいちまいいわ）とは、和歌山県東牟婁郡古座川町の古座川左岸にある、高さ約150m・幅約800mの一枚の巨岩。国指定の天然記念物である。
一枚の岩盤としては佐渡島の大野亀（高さ約167m）や屋久島の千尋の滝（高さ約200m、幅約400m）などとともに日本最大級とされる。
石質は「古座川弧状岩脈」と呼ばれる、流紋岩質凝灰岩で、均質かつ硬く固結しているため、風化・浸食せず残ったと考えられている。
どのような地質であっても通常の場合形成された岩体は、断層、節理、風化などによって大きな岩体のまま残存することは少なく、このような巨大な一枚岩は稀であることから、1941年（昭和16年）12月13日に国の天然記念物に指定された。
以前から一枚岩の岩肌に大きい地衣類らしきものがあることは知られていたが、2001年に具体的な調査が行われた結果、世界最大最長命とされるヘリトリゴケが生えている事が判明している。その大きさ・寿命が他に類を見ないものかどうか研究・調査が行われている。

## 伝説
昔、太地の岩が大好物の魔物が居り、岩の多い古座川流域の下流から岩を食い荒らしていったが、一枚岩に喰らいついたとき、蔵土の飼い犬に追われ、犬が嫌いだった魔物は逃げ去ったという伝説が伝わる。
一枚岩のほぼ中央に縦に通る凹みは、このときの魔物の歯型であると伝わり、雨が降り続いた時に上の池から水が溢れでて流れ出ると出現する「陰陽の滝」は、魔物の悔し涙が流れ落ちたものであると伝えられる。